# Mardame
Mardame is een bestuurslaag in het regentschap Tapanuli Tengah van de provincie Noord-Sumatra, Indonesië. Mardame telt 681 inwoners (volkstelling 2010).